# Lucina Hagman
Lucina Hagman (5 juin 1853 à Kälviä - 6 septembre 1946 à Helsinki) est une femme politique du Parti jeune finnois, pionnière du mouvement féministe et une directrice d'école finlandaise. Elle fut la première et pendant longtemps présidente de la Naisasialiitto Unioni (« Union des femmes »), une organisation féministe politiquement apolitique. Elle fonda également en 1899 l'organisation Martta et en 1907 l'Association des femmes finlandaises (Suomalainen Naisliitto). Hagman fut également l'une des premières femmes députées élues en 1907. En tant qu'enseignante, elle défendit la mixité et fut la première directrice de la première école mixte de langue finnoise. À partir de 1899, elle dirige la nouvelle école mixte d'Helsinki qu'elle fonda. Hagman fut également la première femme en Finlande à recevoir le titre de professeure en 1928.

## Biographie

### Enseignante, directrice d'école et éducatrice
Les parents de Lucina Hagman sont Nils Johan Erik Hagman et Sofia Margareta Hagman (née Nordman). Elle est la plus jeune des six enfants de la famille. Ses frères et sœurs aînés comprennent Sofia Hagman, la fondatrice du premier lycée folklorique de Finlande, et les rédacteurs en chef August Hagman et Tyko Hagman. La maison était en Suède, mais dans l'environnement finnois de Kälviä, Lucina Hagman apprit le finnois dans son enfance. Comme son père fut muté, la famille déménagea à Vaasa en 1865, où Hagman étudia dans une école pour filles durant quatre ans, en suédois. L’éducation des filles était rare à l’époque et elle était la seule des trois filles de la famille à être scolarisée. Après avoir été diplômé de l'école, Hagman travailla comme enseignante pour de jeunes enfants pendant quelques années, puis suivit une formation d'institutrice au séminaire de Jyväskylä, où elle obtint son diplôme en 1875. Lors du séminaire, elle est remarquée pour défendre la langue finnoise. Elle y rencontra Minna Canth . À l'obtention de son diplôme, Hagman devient directeur de l'école préparatoire de Hämeenlinna, poste qu'elle occupa jusqu'en 1886. Jean Sibelius fut l'un de ses élèves. En parallèle, Hagman travailla également comme professeur de mathématiques à l'école suédoise de filles de la ville de 1877 à 1881.
Hagman s'intéresse déjà aux questions sociales pendant ses études et commence à s'engager dans le débat public des années 1880. Elle est en faveur de la mixité pour les filles et les garçons, car elle a déclara que les écoles séparées pour filles et garçons renforcent les rôles de genre et laissent généralement les filles avec un niveau d'éducation inférieur. Hagman croit fermement à l'importance de l'éducation dans le développement des personnes. Elle fit des voyages en Scandinavie, en Allemagne et en Suisse pour visiter leur école. En 1886, Hagman co-fonde l'école finlandaise mixte d'Helsinki (Helsingin suomalaista yhteiskoulua,SYK), et, en partie à cause d'un article dans un journal qu'elle écrit, les fondateurs de l'école finirent par se retrouver dans son école mixte au lieu de l'école pour filles initialement prévue. SYK est d'ailleurs la plus ancienne école mixte de langue finnoise de Finlande. Hagman est élue première directrice de l'école et le restera jusqu'en 1890. De 1887 à 1894, elle dirigeait également sa propre école préparatoire d'une seule classe (plus tard à deux classes) à Helsinki, qu'elle vendit ensuite à Alli Nissinen. En tant que deuxième directeur de SYK, Hagman a continué jusqu'en 1899, date à laquelle elle fonda sa propre école, la "nouvelle école mixte d' Helsinki" (Helsingin Uuden yhteiskoulun). Hagman dirige l'école jusqu'en 1935. En tant que propriétaire et président du conseil, elle continue jusqu'en 1938, date à laquelle elle vend l'école à une société anonyme qui continua de fonctionner. Jusqu'en 1919, elle était également enseignante dans sa propre école. Dans la nouvelle école mixte, Hagman chercha à promouvoir la justice sociale et la prise en compte de la nature des élèves dans l'enseignement. 

### Activisme

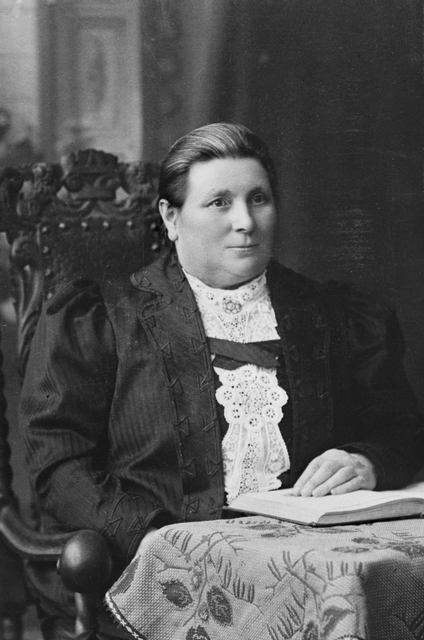
Lucina Hagman, photo prise entre 1910 et 1919.

Hagman milite pour que les femmes aient les mêmes droits civils que les hommes et la possibilité d'accéder aux mêmes professions. Depuis son arrivée à Helsinki, elle est active au sein de l'Association des femmes finlandaises (Suomen Naisyhdistyksessä), fondée en 1884. Elle participa également au Congrès international des femmes à Copenhague en 1888. Hagman fut l’une des personnes les plus influentes du mouvement féministe, qui démissionna de l’Association des femmes finlandaises en 1892 et fonda l’Union des femmes (Naisasialiitto Unionin). Elle en devint la première présidente de 1892 à 1908 et de 1913 à 1920. En 1908, elle est nommée présidente d'honneur. Hagman fonde aussi l'organisation Martta en 1899. L'activité de l'Organisation commence l'année suivante, lorsqu'elle est connue sous le nom d'association Martta. Hagman est le premier président de l'organisation pendant plus d'un an. L'objectif était de créer une organisation d'éducation publique patriotique dans laquelle les femmes se verraient attribuer le rôle d'éducatrice. L'organisation est également née en réponse au manifeste de février et à la menace de russification. 
Hagman cofonda la première ligue de tempérance de Finlande et fut membre des « Amis du conseil de l’abstème ». La « nouvelle école mixte », qui lui appartient, est la première école en Finlande a commencer l'éducation contre l'abus d'alcool au début du XXe siècle. D'autre part, les arts ménagers ne sont pas enseignés par l'organisation Martta. Hagman est aussi membre de l'Union de la paix finlandaise, qui l'a nommée membre honoraire. Elle fut même appelée à présider la réunion de fondation de la section des femmes du Syndicat des travailleurs d'Helsinki en 1898. 
En 1905, Hagman et son ami Maikki Friberg fondent le magazine Naisten Ääni, destiné aux jeunes femmes finlandaises. Hagman fit partie du le comité de rédaction du magazine jusqu'à sa mort. Peu de temps après les premières élections législatives en 1907, l'Association des femmes finlandaises (Suomalainen naisliitto (fi) ) est fondée à son initiative. Cette association se veut d’être une organisation pour l'éducation des jeunes femmes finlandaises. La Voix des femmes (Naisten Ääni) est devenue une branche de la nouvelle organisation. Hagman est présidente de l'Association des femmes de 1908 à 1914 et de 1920 à 1927.
Hagman, qui promeut activement le suffrage féminin, est élue en 1907 au suffrage universel et est l'une des premières femmes au Parlement. Elle fut membre du Parti jeune finnois pendant deux courtes périodes, d'abord en 1907-1908 et de nouveau en 1917. En 1907, elle préside la commission des pétitions et en 1917 la commission de l'éducation. Le premier projet de loi de Hagman concerne le droit de l'épouse de gérer sa propriété. En outre, elle fait également pression pour la prohibition, l'accès des femmes aux postes gouvernementaux, la rémunération entre les sexes et l'amélioration du statut juridique des enfants non mariés. Cependant, Hagman n’est pas une femme politique fervente d'un parti et préconise la coopération des femmes inter-partis. Déçue par le petit nombre de femmes parlementaires, elle proposa des listes électorales distinctes de femmes pour les femmes en 1923, qui ne reçurent cependant aucun soutien. 

### Autres activités et vie privée
Hagman fut une journaliste assidue et publia plusieurs livres. En 1887, elle reçut le prix de la Société littéraire finlandaise pour sa biographie de Fredrika Bremer. Au début du XXe siècle, elle publie une biographie en deux parties de Minna Canth ainsi que ses propres mémoires d'enfance en 1936. En 1928, Hagman fut la première Finlandaise à recevoir le titre de professeur. L'initiative d'attribution du titre fut prise conjointement par l'Association des martyrs finlandais et l'Association des femmes finlandaises.
Hagman acheta une ferme à Sinala près de Turku comme résidence d'été. Elle est restée célibataire toute sa vie, mais après la mort de la femme de son frère, elle adopte deux de ses enfants comme enfants adoptifs, et plus tard un troisième et un enfant en bas âge non apparenté. La direction de l'école est familiale : l'une de ses filles adoptives, Lisa Hagman, a fondé l'école mixte Apollo en 1919, qui, cependant, a dû être abandonnée pour des raisons économiques en période de crise,.
Lucina Hagman est décédée en 1946 et est enterrée au cimetière Hietaniemi à Helsinki.

## Héritage
Lors du vote des plus Grands Finlandais organisé par YLE en 2004, Lucina Hagman est classée 29e. 
La maison natale de Hagman à Kälviä est un musée géré par l'association Martta. Kälviä (qui fait maintenant partie de Kokkola) a également une école primaire et une école secondaire portant son nom,. En 1999, la route qui longe le bâtiment actuel de la nouvelle école mixte de Pihlajamäki, à Helsinki, est nommée chemin Lucina-Hagman. Un nouveau lien routier est construit pour l'école en 2008 et est renommé allée Lucina-Hagman,. 

## Œuvres
- Première école (1882)
- Fredrika Bremer (1886) (biographie)
- Sur la résistance articulaire (1887)
- Éducation des femmes (1888)
- Suffrage des femmes (1889)
- Certificat d'invalidité des femmes (1896)
- Mon expérience de la mixité (1897)
- L'éducation pour l'amour (1900)
- La question de l'école d'un point de vue social (1906)
- Programme des femmes aux prochaines élections (1906)
- Biographie de Minna Canth, parties I et II (1906, 1911)
- Attitude de l'institution sociale à l'égard des droits des femmes (1911)
- Négligence de l'éducation morale à l'école (1917)
- La Finlande devrait-elle mettre en place une force militaire basée sur la conscription? (1917)
- Serait-ce concevable (1923)
- Comment réformer le programme scolaire? (1925)
- Lucina Hagman parle de son enfance à Kälviä 1853–1865 (1936)